# بطولة تونس لكرة السلة للرجال 1982–83
بطولة تونس لكرة السلة للرجال 1982–83 هو الموسم رقم 28 من بطولة تونس لكرة السلة للرجال.

فاز بهذا الموسم الزهراء الرياضية.

## روابط خارجية
- الموقع الرسمي للجامعة التونسية لكرة السلة.